# 야이다 히토미
야이다 히토미(일본어: 矢井田 瞳, 1978년 7월 28일 -)는 일본의 싱어송라이터이다. 오사카 출신으로 아오조라 레코드에 소속되어 있다.

## 인물
- 간사이 대학 문학부에서 불어불문학을 전공했다.

- 데뷔 직전까지 라멘집에서 아르바이트를 했을 정도로 라멘을 즐긴다.

- 취미는 운동으로, 그 중에서도 수영에 능하다고 한다.

- 다른 명의로 흔히 쓰고 있는 야이코(ヤイコ)는 어려서부터의 별명이다.

- 말장난, 돌려 말하기, 애너그램 등의 언어유희를 즐겨, 앨범의 제목을 알쏭달쏭하게 비틀기도 한다. 실례로 앨범 daiya-monde는 ヤイダ를 거꾸로 쓴 daiya에 프랑스어로 세계를 뜻하는 monde를 합쳐 야이다의 세계라는 부차적 의미를 지니게 했다. 그 외에도 i/flancy → I can fly나 Air/Cook/Sky → Yaiko rocks 등도 그 실례이다.

- 전문 음악가로는 보기 드물게 악기를 다루기 시작한 것은 대학교에 들어가고 나서이다. 막연히 음악을 해 보고 싶다고 생각하고 있던 차에, 캠퍼스에서 기타를 치고 있는 사람을 보고 멋있다고 생각하고 기타를 시작하게 되었다. 딱히 전문 음악가가 될 것을 목표로 시작한 것은 아니었으나, 19세에 기타를 다루기 시작한 이래 2년 만에 프로 데뷔를 하기에 이른다. 단시간 내에 프로 데뷔를 할 만큼 악기 연주에 소질이 있어, 기타 말고도 라이브 공연에서 피아노 연주를 선 보이거나, 음반에서 다양한 악기 연주를 선보이고 있다.

- 맨발로 공연 무대에 오르는 것으로 유명하다. 스스로의 설명으로는 신발 자체며 신발끈에 신경이 쓰여서 신경 쓰지 않고 공연에 집중하기 위해서라고 한다. 그러나, 2005년 10월 30일과 12월 13일-14일의 공연에서는 신발을 신고 등장하여 팬들을 의아하게 했는데, 이에 대해 음향 처리 장치를 밟거나 하는데 맨발로는 감촉이 나쁘고, 음향 처리 장치를 편하게 조작하기 위해서는 신발을 신는 편이 나아서라고 해명했다.

- 윤손하의 팬으로, 윤손하가 후지 TV의 笑っていいとも!에 출연했을 때 축하의 의미로 꽃을 보내기도 했다. 반대로 윤손하 역시 이후 방송에 출연하여 야이다의 팬임을 공개했다.

## 주요 활동 이력
1999년
- 6월 : nothing,을 SEESEE 명의로 내놓음.

2000년
- 5월 : 간사이 지역 한정 발매로 Howling을 발매.
- 6월 : 최초의 라이브 공연을 가짐.
- 7월 : 싱글 B'coz I Love You로 메이저 데뷔.
- 9월 : YAIKO 명의로 영국 데뷔.
- 10월 : 싱글 my sweet darlin'을 내놓음. 이 곡은 히트하여 후렴구가 유행했다. 이 현상은 ダリダリ旋風이라고 불리기도.

2001년
- 3월 : 대학교 졸업. 졸업논문의 주제는 알베르 카뮈였다.
- 8월 : 라이브 이벤트 SUMMER FESTIVAL SOUND of CLOVER를 오사카, 요코하마에서 개최.
- 12월 31일 : 해넘이/해맞이 공연인 矢井田瞳 COUNTDOWN LIVE 2001-2002를 개최.

2002년
- 12월 25일 : 크리스마스 이벤트 Tokyo/flancy night～ring your bell 12-25～를 도쿄 돔에서 개최.
- 12월 31일 : 오사카 돔에서 해넘이 공연인 Osaka/flancy midnight～Countdown live 2002-2003～을 개최.

2003년
- 2월 - 5월 : 전국 투어 i/can fly TOUR 2003로 35회의 공연을 소화해 냄. 다만 2월 22일 시즈오카시에서의 공연은 건강 관계로 연기되었다.

2004년
- 2월 - 6월 : 전국 투어 YAIKO/ROCKS/50ROUNDS로 50회의 공연을 소화해 냄.
- 12월 : "마지막 돔 공연"의 명목하에 HITOMI YAIDA DOME LIVE 2004 MUSIC IN THE AIR를 18일에 오사카 돔에서, 23일에 도쿄 돔에서 각각 개최.

2005년
- 4월 24일 : TOKYO-FM홀에서 열린 MTV언플러그드에 출연한다. 에어로스미스, 머라이어 캐리, 폴 매카트니 등의 세계적 가수들이 출연해 온 이 프로그램에 우타다 히카루, 히라이 겐에 이어 3명째의 일본인 출연자가 되었다.
- 5월 : 어쿠스틱 라이브 공연 acoustic live 2005～オトノシズク～fmf rochl.
- 10월 : 도시바EMI와의 계약이 종료되어 아오조라 레코드로 이적. 아오조라 레코드의 판매는 에이벡스가 대행.
- 10월 30일 : 京都文化祭典'05 京の華舞台 平安神宮幻夜コンサート第2夜에 신발을 신고 출연하여 화제가 됨.

2006년
- 7월 - 8월 : 동 제품의 광고 출연을 기념하여 爽健美茶 限定 矢井田瞳 LIVE를 7개 도시에서 개최.
- 11월 22일 : 아오조라 레코드로 이적한 뒤 최초의 앨범인 IT'S A NEW DAY를 내놓음.

2007년
- 3월 - 4월 : 라이브 공연 矢井田瞳 TOUR 2007 “IT'S A NEW LIVE”를 개최. 치마를 입고 무대에 오른 최초의 공연으로, 이 때도 신발을 신고 등장했다.
- 7월 28일 : 결혼.

2008년
- 6월 25일 : 공연 실황 DVD인 Hitomi Yaida COLOROCK LIVE 2008을 발매. 공연 실황 DVD로는 3년여만의 발매였다.
- 12월 2일 - 25일 : 恋バス의 발매를 기념하여 하라주쿠에 恋バスCAFE를 개업. 발매일인 3일에는 1일 점장으로 일하기도.

2009년
- 2월 18일 : 데뷔 10주년 기념 앨범 THE BEST OF HITOMI YAIDA와 동영상집 HITOMI YAIDA MUSIC VIDEO COLLECTION을 내놓음.

## 음반

### 정규 싱글
SEESEE 명의
1. nothing,(1999년 6월 21일)

반다이 뮤직 엔터테인먼트 발매
矢井田瞳 명의
1. Howling(2000년 5월 3일)
2. B'coz I Love You(2000년 7월 12일)
3. my sweet darlin' (2000년 10월 4일)
4. I'm here saying nothing(2001년 1월 24일)
5. Look Back Again/Over The Distance(2001년 6월 27일)
6. Buzzstyle(2001년 9월 27일)
7. Ring my bell(2002년 3월 27일)
8. アンダンテ(2002년 7월 10일)
9. 未完成のメロディ(2002년 12월 4일)
10. 孤独なカウボーイ(2003년 4월 23일)
11. 一人ジェンガ(2003년 9월 10일)
12. Chapter01/マーブル色の日(2004년 3월 17일)
13. モノクロレター(2004년 10월 27일)
14. マワルソラ(2005년 7월 6일)
15. Go my way(2006년 3월 15일)
16. STARTLiNE(2006년 6월 21일)
17. 初恋(2006년 11월 1일)
18. I Love You の 形/ハネユメ(2007년 10월 10일)

2~14는 도시바EMI 발매, 나머지는 아오조라 레코드 발매.
矢井田瞳&恋バスBAND with 小田和正 명의
1. 恋バス(2008년 12월 3일)

아오조라 레코드 발매.

### 디지털 싱글
- I Like 2(2000년 9월 22일)
- DARLING DARLING(2001년 1월 1일)
- 初恋 ～Exclusive～ (2006년 12월 4일)

아이튠즈를 통해 다운로드 판매되었음

### 정규 앨범
1. daiya-monde(2000년 10월 25일)
2. Candlize(2001년 10월 31일)
3. i/flancy(2002년 10월 9일)
4. Air/Cook/Sky(2003년 10월 29일)
5. Here today-gone tomorrow(2005년 8월 15일)
6. IT'S A NEW DAY(2006년 11월 22일)
7. colorhythm(2008년 3월 5일)

1~5는 도시바EMI 발매, 나머지는 아오조라 레코드 발매.

### 그 외 앨범
- 「EARTH ARK」魔装機神サイバスター Vocal Edition(1999년 8월 21일)
  - SEESEE 명의로 참가
- U.K. COMPLETION(2002년 1월 23일)
- Music Pool 2002(2003년 2월 19일, 라이브 앨범)
- Single collection(2004년 7월, CCCD)
- Single collection/Yaiko's selection(2004년 7월 28일, Single Colletion의 한정 사양)
- Yaiko's selection(2004년 12월 1일, CCCD)
- Sound drop~MTV Unplugged+Acoustic live 2005~(2005년 12월 7일, 라이브 앨범)
- DEATH NOTE TRIBUTE(2006년 6월 21일)
  - 37.0℃로 참가
- THE BEST OF HITOMI YAIDA(2009년 2월 18일)

### 비디오/DVD
- The First Reflection(2001년 4월, 비디오/DVD)
- HITOMI YAIDA 2001 SUMMER LIVE SOUND OF CLOVER(2001년 11월, 비디오/DVD)
- Candle in the eyes(2002년 7월, 비디오/DVD)
- Candle in the lives(2002년 7월, 비디오/DVD)
- Sparkles of light(2003년 3월, 비디오/DVD)
- Live Completion '03～i can fly,can you?～(2004년 1월, DVD)
- HITOMI YAIDA Music in the Air～dome live2004～(2005년 2월, DVD)
- Hitomi Yaida MTV Unplugged(2005년 12월, DVD)
- Hitomi Yaida COLOROCK LIVE 2008(2008년 6월, DVD)
- HITOMI YAIDA MUSIC VIDEO COLLECTION(2009년 2월 18일, DVD)

### 저서
- サイキンノヤイコ(2001년 4월, ISBN 978-4-10-445801-1)
- 転がる。(2006년 11월, ISBN 978-4-8387-1728-6)

### 타이업
| 곡명                    | 타이업 내용                                                                                             |
| ----------------------- | --- |
| nothing,                | 도쿄 방송계 마장기신 사이버스터 엔딩                                                                    |
| B'coz I Love You        | 도쿄 방송계 카운트 다운 TV 오프닝                                                                       |
| My Sweet Darlin'        | 니콘디지털 카메라COOLPIX 880 광고 배경음악                                                              |
| Girl's Talk             | 아카시 피복 흥업 후지 요트 학생복 광고 배경음악                                                         |
| Look Back Again         | 시세이도 PN 광고 배경음악                                                                               |
| Over The Distance       | 일본항공 ACTIVE 홋카이도 2001 캠페인 곡                                                                 |
| le vent brulant         | 후지 TV계 포뮬러 원 중계방송 엔딩                                                                       |
| Buzzstyle               | NTV계 드라마 환영! 단지기 일행 여러분주제가                                                             |
| Buzzstyle               | 히타치 맥셀 JUST Real! 광고 배경음악                                                                    |
| Buzzstyle               | 오리콘 엔터테인먼트 오리콘 히트 넥스트 휴대전화 벨소리 캠페인 광고 배경음악                             |
| Life's Like A Love Song | NTV계 드라마 맛있는 여인들(おいしい女たち) 주제가                                                       |
| Ring my bell            | 시세이도 노이에 버진 브라이트(neue Virgin Bright) 광고 배경음악                                         |
| Dizzy dive              | 「CS닛폰」광고 배경음악                                                                                 |
| アンダンテ              | NTV계 「로미히」엔딩                                                                                    |
| 未完成のメロディ        | 도시바 HDD & DVD레코더 RD스타일 광고 배경음악                                                           |
| 未完成のメロディ        | 도시바 au A5304T 광고 배경음악                                                                          |
| i can fly               | 도쿄 방송계 제52회 벳부오이타 마이니치 마라톤 대회 주제가                                               |
| 孤独なカウボーイ        | NTV계 드라마 전설의 마담 주제가                                                                         |
| 孤独なカウボーイ        | 도시바 HDD & DVD레코더 RD스타일 광고 배경음악                                                           |
| 孤独なカウボーイ        | NTV계 시오도메 스타일! 삽입곡                                                                           |
| チェイン                | 립튼 리모네 스파클(リモーネスパークル) 광고 배경음악                                                    |
| Hello                   | 타이토 이지멜로디 마음껏 받기(EZmelody取り放題) 광고 배경음악                                           |
| Hello                   | 마이니치 방송 제53회 벳부오이타 마이니치 마라톤 대회 주제가                                             |
| Chapter01               | 스즈키 SOLIO·『FLOWER』편 광고 배경음악                                                                 |
| マーブル色の日          | 영화 오늘 생긴 일 엔딩                                                                                  |
| マーブル色の日          | NTV계 오늘 생긴 일 엔딩                                                                                 |
| モノクロレター          | NTV계 음악전사 뮤직 파이터 10월 엔딩                                                                    |
| 馬と人参                | 마이니치 방송 제54회 벳부오이타 마이니치 마라톤 대회 겸 2005년 세계 육상 선수권 대회 대표 선발전 주제가 |
| YOU ARE MY SUNSHINE     | 기린 맥주 야와라카(やわらか) 광고 배경음악                                                              |
| マワルソラ              | 20세기 폭스 만화영화 ROBOTS 일본판 엔딩                                                                 |
| ビルを見下ろす屋上で    | NHK 종합 텔레비전계 드라마 오더 메이드~행복 색깔의 양복점 엔딩                                          |
| Pajama Holiday          | NTV계 더 선데이 엔딩                                                                                    |
| Go my way               | 일본 코카콜라 소켄비차·『새싹·티저』편 광고 배경음악                                                    |
| STARTLiNE               | 후지 TV계 2006년 FIFA 월드컵 응원가                                                                     |
| 初恋                    | NTV계 음악전사 뮤직 파이터 11월 삽입곡                                                                  |
| やさしい手              | 붉은 날개 공동모금 광고 배경음악                                                                        |
| I Love You の形         | 코나미 사에키 치즈식 미백(佐伯チズ式 夢美肌) 광고 배경음악                                              |
| I Love You の形         | NTV계 딱 좋은 TV 코너 주제곡                                                                            |
| ハネユメ                | TV 아사히·나고야 TV 방송계 드라마 갠지스 강에서 접영을 주제가                                           |
| 靴音                    | 붉은 날개 공동모금 광고 배경음악                                                                        |
| ミラクルワイパー        | 간사이 TV 방송·후지 TV계 산마의 그대로 엔딩                                                             |
| 君こそ道しるべ          | 센쥬 제약 마이티아 미동(マイティア美瞳) 광고 배경음악                                                   |
| ドキドキのつぼみ        | 가오 메리트 광고 배경음악                                                                               |
| ハッピースピナー        | 에자키 그리코 P가 이끄는 콜라겐(Pが導くコラーゲン) 광고 배경음악                                        |
| 恋バス                  | 마이니치 방송 맛있는 노래(おいしいうた) 삽입곡                                                          |

- 제목을 굵게 표시한 광고는 본인이 광고 모델로도 출연한 광고임.

## 커버/제공

### 커버 곡
※.음반 또는 DVD 등에 수록된 곡만 소개한다.
- Nothing Compares 2 U(프린스) : 싱글 my sweet darlin'에 수록
- I'm so small(플레밍 & 존) : 라이브DVD HITOMI YAIDA 2001 SUMMER LIVE SOUND OF CLOVER에 수록
- ラブレター(더 블루 하츠) :라이브 DVD Candle in the eyes에 수록
- fast car(트레이시 채프먼) : 싱글 アンダンテ, 라이브 음반 Sound drop～MTV Unplugged＋Acoustic live 2005～, 라이브 DVD Hitomi Yaida MTV Unplugged에 수록
- Bell Book and Candle(부 허워딘) : 싱글 一人ジェンガ에 수록. 제목, 가사 등을 일본어로 번역하여 부른 곡이다.
- 津軽海峡・冬景色(이시카와 사유리) : 라이브 DVD Hitomi Yaida MTV Unplugged에 수록

### 제공 곡
- i don't know me.(다카하타 미츠키) : 작사/작곡.